# Cecilia Yip
Cecilia Yip (葉童) est une actrice hongkongaise née le 8 mars 1963 à Hong Kong.

## Biographie
Cecilia commence sa carrière d'actrice en 1982 avec Nomad, film pour lequel elle sera nommée aux Hong Kong films award dans la catégorie meilleur jeune espoir féminin. Elle remporte le Hong Kong Film Award de la meilleure actrice en 1984. Yip a joué dans 45 longs métrages, recevant diverses nominations et récompenses. Yip a aussi fait de la télévision et a été nommée au 30ème Taiwan Golden Bell Best Actress Award pour sa performance dans la série télévisée The Heaven Sword and Dragon Saber diffusée en 1993. Elle a également joué le rôle principal dans quatre pièces de théâtre.

## Filmographie
- 1976 : The Reincarnation (Tou tai ren), de Cheung Sum
- 1982 : Coolie Killer (Saat chut sai ying poon), de David Lai et Terry Tong
- 1982 : Nomad (Lie huo qing chun), de  Patrick Tam
- 1983 : Esprit d'amour (Yam yeung choh), de Ringo Lam
- 1983 : Le Gagnant (Wu fu xing), de Sammo Hung
- 1983 : Let's Make Laugh (Biu choh chat yat ching), de Alfred Cheung
- 1984 : Hong Kong 1941 (Dang doi lai ming), de Po-Chih Leong
- 1985 : Infatuation (Duan qing), de Louis Tan
- 1986 : My Heavenly Lover (Wo de ai shen), de Albert Lai
- 1986 : Strange Bedfellow (Liang gong po ba tiao xin), de Alfred Cheung et Eric Tsang
- 1986 : Last Song in Paris (Ou ran), de Chu Yuan
- 1987 : Reincarnation (Tian guan ci fu), de Jamie Luk
- 1987 : Wonder Women (Shen qi liang xia nu), de Gan Kwok-leung
- 1987 : Amnesty Decree (Mo gui tian shi), de Clifford Choi
- 1988 : Stumbling Cops (Da hua shen tan), de Guy Lai
- 1988 : Chaos by Design (Ai qing mi yu), de Angela Chan
- 1989 : The Final Judgement (Zhi he cang shi zhi gong shen), de Otto Chan
- 1989 : Set Me Free (Ngoh yiu to mong), de Raymond Lee
- 1989 : Beyond the Sunset (Fei yue huang hun), de Jacob Cheung
- 1990 : Rebel from China (Yong chuang tian xia), de Raymond Lee
- 1990 : Swordsman (Xiaoao jiang hu), de Ching Siu-tung, King Hu, Ann Hui, Andrew Kam et Tsui Hark
- 1991 : Weakness of Man (Tou qing xiao zhang fu), de Raymond Leung
- 1991 : This Thing Called Love (Hun yin wu yu), de Lee Chi-ngai
- 1991 : Le Parrain de Hong Kong (Bo hao), de Poon Man-kit
- 1992 : Lord of East China Sea (Shanghai huang di zhi sui yue feng yun), de Poon Man-kit
- 1992 : Call Girl '92 (92 ying zhao nulang), de Andy Chin
- 1992 : Center Stage (Yuen Ling-yuk), de Stanley Kwan
- 1993 : Legal Innocence (Rong shi qi an), de Cha Chuen-yee
- 1993 : Crazy Hong Kong (Heonggong ya fungkwong), de Wellson Chin
- 1993 : Love Among the Triad (Ai zai hei she hui de ri zi), de Andy Chin
- 1993 : Lord of East China Sea 2 (Shanghai huang di zhi xiong ba tian xia), de Poon Man-kit
- 1994 : King of the Sea (Zhang bao zi), de Cheung Kwok-ching
- 1994 : Right Here Waiting (Deng ai de nu ren), de John Hau
- 1994 : OCTB (Chungon satluk linggei), de Kirk Wong
- 1995 : Faithfully Yours 1995 (Pan ni qing yuan), de Victor Tam
- 1995 : Peace Hotel (Heping fandian), de Wai Ka-fai
- 1995 : Love, Guns & Glass (Bo li qiang de ai), de Ivan Lai
- 1997 : My Dad Is a Jerk (Dui bat hei, doh je nei), de Joe Cheung
- 1999 : Big Spender, de Tony Ma
- 2000 : Miles Apart (Li cheng), de Michael Wong
- 2000 : Phantom of Snake, de Xin Yue
- 2001 : Et là-bas, quelle heure est-il ? (Ni neibian jidian), de Tsai Ming-liang
- 2001 : The Avenging Fist (Kuen sun), de Andrew Lau et Corey Yuen
- 2002 : Happy Family (Fung lau ga chuk), de Herman Yau
- 2002 : May & August (Ng yuet baat yuet), de Raymond To
- 2002 : Distinctive, de Ku Feng
- 2002 : Chinese Orthopedist and the Spice Girls, de Chow Chun-wing
- 2018 : Still Human
- 2019 : Jade Dynasty

## Récompenses
- Nomination au prix du meilleur jeune espoir féminin lors des Hong Kong Film Awards 1983 pour Nomad.
- Prix de la meilleure actrice lors des Hong Kong Film Awards 1984 pour Let's Make Laugh.
- Nomination au prix de la meilleure actrice lors des Hong Kong Film Awards 1985 pour Hong Kong 1941.
- Prix du meilleur second rôle féminin lors des Hong Kong Film Awards 1990 pour Beyond the Sunset.
- Nomination au prix du meilleur second rôle féminin lors des Hong Kong Film Awards 1992 pour Le Parrain de Hong Kong.
- Nomination au prix de la meilleure actrice lors des Hong Kong Film Awards 1996 pour The Peace Hotel.
- Nomination au prix du meilleur second rôle féminin lors des Hong Kong Film Awards 2002 pour The Avenging Fist.
- Nomination au prix du meilleur second rôle féminin lors des Hong Kong Film Awards 2003 pour May & August.